# Plaza de toros de Herrera del Duque
La plaza de toros de Herrera del Duque es un coso taurino situado en el municipio español de Herrera del Duque, en la Badajoz. Tiene categoría de 3ª y está construida en piedra y hormigón. El ruedo es más grande de lo habitual.

## Antecedentes
Plaza de toros de Herrera del Duque. Antes de su construcción ya existía afición. Durante la década de los años 1920-1930 los espectáculos taurinos se hicieron en la Plaza Mayor porticada para el disfrute de los mozos del pueblo. Los carros cerraban las cinco entradas a la plaza.

## Construcción
Se construyó en el paraje denominado Eras de Camacho, contiguo a la carretera de Talavera de la Reina en una extensión de 22 áreas. Los terrenos fueron cedidos por Magdalena Camarero Babiano, con la condición de que la plaza tuviera las mismas medidas que la de Talavera de la Reina y que se reservara para ella y sus descendientes directos un palco a la derecha del palco presidencial, el cual nunca se hizo.

## Inauguración
Tuvo lugar en 1947. El coso taurino se realizó con la colaboración de los vecinos en forma de aportaciones económicas o en jornales.

## Distribución
Al principio la plaza solo contaba con una o dos gradas posteriormente se han realizado reformas en gradas, corrales, palco, servicios...Tiene una capacidad de unos 3 700 espectadores todos sentados, pero totalmente descubiertos los tendidos.

## Toreros
Algunos de los grandes toreros de la historia que han lidiado en esta plaza.
- 1984 Palomo Linares
- 1984 Ortega Cano
- 1984 Paco Alcalde
- 1984 José Luis Palomar
- 1984 Fernando Lozano
- 1984 Morenito de Maracay
- 1984 Luis Reina
- 2007 Ortega Cano
- 2008 César Jiménez
- 2009 Ambel Posada
- 2010 El Fandi, El Juli y Miguel Ángel Perera.
- 2011 Alejandro Talavante, El Juli y Miguel Ángel Perera.

## Asociación taurina
La asociación cultural taurina la Media Verónica nace en Herrera del Duque para potenciar el arte del toreo en la localidad. Entre sus actividades destacan el apoyo a la feria taurina de agosto, reparto de premios de la ferias, visitas a otras plazas de toros y a fincas de ganado etc. 

## Actualmente
Para el año 2011, Herrera del Duque presentó los carteles de su feria taurina, que tuvo lugar durante el mes de agosto, y que estuvo compuesta por una corrida de toros, un festejo de rejones y una novillada de promoción. Los carteles, elaborados por la empresa Coso de Badajoz, quedaron de la siguiente manera: Viernes 12 de agosto: erales de José Luis Marca para Javier Moreno, José Garrido y Miguel Ángel Silva. Sábado 13 de agosto: reses de Zalduendo para Julián López “El Juli”, Miguel Ángel Perera y Cayetano, este último fue sustituido por lesión por Alejandro Talavante. Domingo 14 de agosto: astados de Albarrán para João Moura Caetano, Leonardo Hernández y Manuel Manzanares.

## Otros usos
La plaza de toros no solo es utilizada para festejos taurinos sino yambién ha sido utilizada para conciertos musicales con artista como El Arrebato, El Barrio, Soraya, David Civera, Merche, etc.